# Sốt cabin

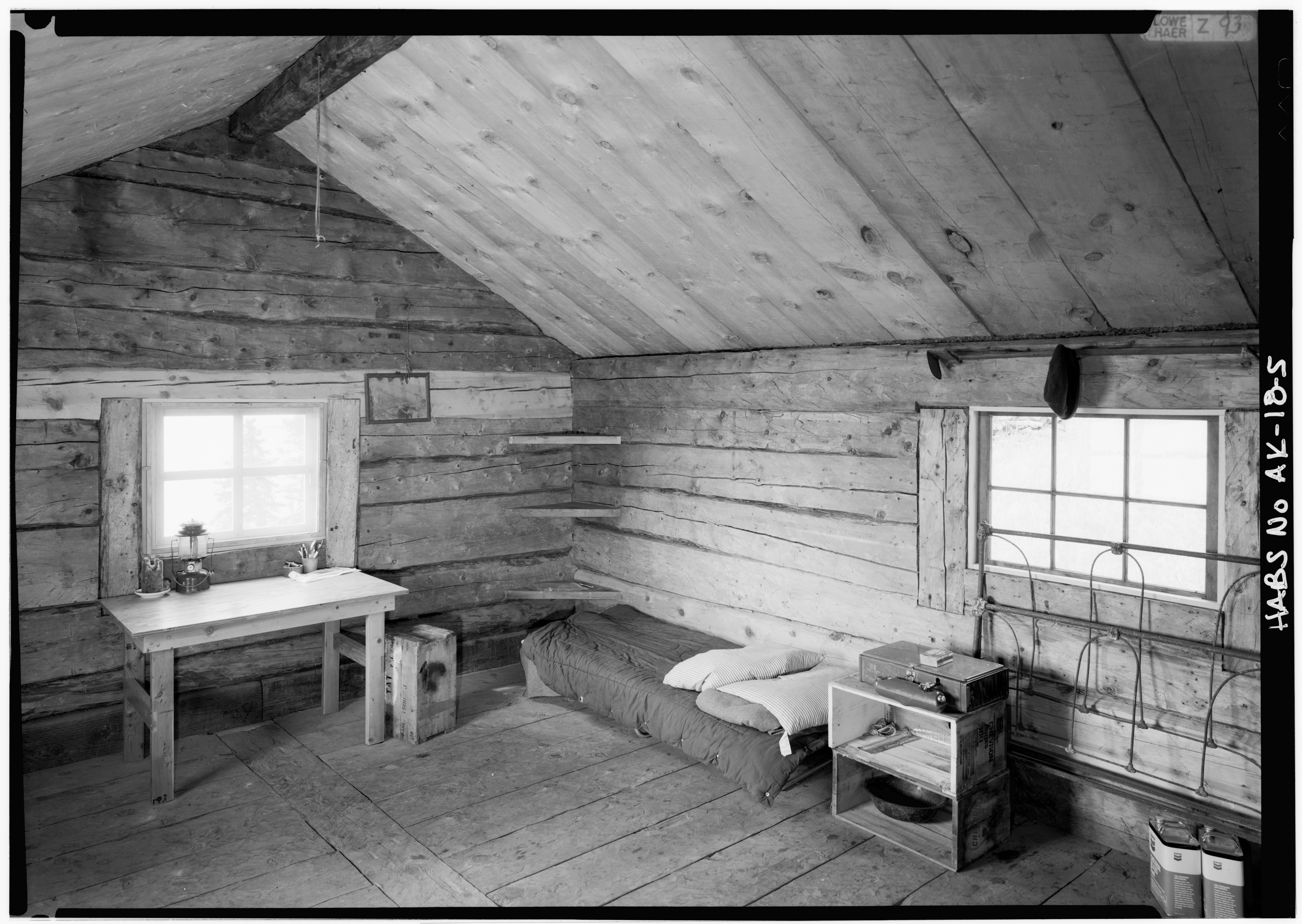
Một căn phòng của Fure's Cabin ở Alaska, Mỹ.

Cabin fever, hay còn gọi là sốt cabin, là một tình trạng/hội chứng, xảy ra khi ai đó bị kẹt quá lâu trong một nơi nào đó. Nếu một người không thể ra ngoài hít thở khí trời hoặc giao lưu với những người khác, họ sẽ có xu hướng tự kỷ, bị mắc kẹt, bị khoá kín, nhất là khi bị buộc phải ở lại trong một nơi vừa khép kín vừa xa xôi, chắc chắn họ sẽ cảm thấy bất hạnh, chán chường hay thậm chí là phát điên và có xu hướng bạo lực, trầm cảm.

## Lịch sử
Cabin fever (sốt cabin) là một khái niệm đã được dùng kể từ những năm thế kỉ 18 tại vùng Bắc Mỹ. Những người định cư đầu tiên tại đó đã sống trong những căn chòi ghép bằng gỗ (log cabin). Họ phải trải qua mùa đông dài trên Đại Thảo nguyên, tức một vùng đồng bằng mênh mông rộng lớn với thời tiết lạnh và gió, cách xa lối xóm tạo thành tình trạng cách ly hoàn toàn trong nhiều tháng.

## Nguyên nhân
Loài người vốn có tính xã hội cao. Con người nói chung có xu hướng thoải mái và hoạt động tốt hơn khi được kết nối. Với việc (đột ngột) chuyển từ lối sống giao tiếp tích cực sang hạn chế tiếp xúc và cô lập hơn có thể là nguyên nhân gây ra hội chứng Cabin fever (sốt cabin).
Ngoài ra, cũng có một số yếu tố có thể gây ra hoặc góp phần gây ra hội chứng này bao gồm:
- Cảm thấy không thể kết nối trực tiếp với gia đình, bạn bè và đồng nghiệp
- Không thể tham gia các hoạt động mình yêu thích
- Trở nên kiệt sức vì công việc
- Không thể hoàn thành công việc do thiếu tập trung
- Cảm thấy thiếu động lực và trì trệ do có quá ít hoặc không có việc làm
- Lo lắng ngày càng tăng về vấn đề tài chính do thiếu thu nhập hoặc thất nghiệp

## Phương pháp trị liệu
Một phương pháp trị liệu cho hội chứng Cabin fever (sốt cabin) đơn giản và hiệu quả nhất là ra ngoài và tiếp xúc trực tiếp với thiên nhiên. Nghiên cứu đã chứng minh rằng ngay cả những tương tác ngắn với thiên nhiên có thể thúc đẩy cải thiện chức năng nhận thức, hỗ trợ tâm trạng tích cực và sức khỏe tổng thể cho cơ thể. Thoát khỏi sự gò bó trong nhà và thay đổi khung cảnh và môi trường xung quanh cũng có thể dễ dàng giúp một người đang trải qua hội chứng Cabin fever (sốt cabin) vượt qua cơn hưng cảm của họ. Ra ngoài để trải nghiệm sự cởi mở của thế giới sẽ kích thích não và cơ thể đủ để loại bỏ cảm giác sợ hãi, hoang tưởng và bồn chồn liên quan đến hội chứng Cabin fever (sốt cabin). Có rất ít bằng chứng về việc những người bị mắc hội chứng Cabin fever (sốt cabin) đến gặp bác sĩ trị liệu hoặc cố vấn để điều trị; hầu hết những người mắc bệnh chỉ đơn giản thảo luận về các triệu chứng của họ với gia đình hoặc bạn bè như một cách để đối phó với cảm giác cô đơn và buồn chán. Tuy nhiên, cũng có những trường hợp "Cabin fever" (sốt cabin) được chẩn đoán là trầm cảm mùa đông, hoặc rối loạn cảm xúc theo mùa (SAD).

## Trong văn hóa đại chúng
Khái niệm về Cabin fever (sốt cabin) đã được sử dụng làm chủ đề trong cuốn tiểu thuyết Tội ác và hình phạt năm 1866 của Fyodor Dostoevsky, bộ phim The Gold Rush năm 1925 của Chaplin, cuốn tiểu thuyết The Royal Game năm 1948 của Stefan Zweig, bộ phim kinh dị năm 1980 The Shining, bộ phim hài hước kinh điển Cabin Boy năm 1994, tập phim "Mountain of Madness" của The Simpsons và trò chơi điện tử năm 2010 Alan Wake. Bộ phim tâm lý kinh dị năm 2019 The Lighthouse cũng mô tả câu chuyện về hai người canh giữ ngọn hải đăng bắt đầu mất tỉnh táo khi một cơn bão cuốn họ trên hòn đảo xa xôi nơi họ đóng quân. Đặc biệt là trong dịch COVID-19 gần đây, cũng đã có nhiều người nhắc đến khái niệm này.